# Бережки (Україна)
Бере́жки — село в Україні, у Дубровицькій міській громаді Сарненського району Рівненської області. До 2020 підпорядковувалося Бережківській сільській раді. Населення становить 1614 осіб (2011).

## Назва
Польською мовою згадується як Bereżki, російською — як Бережки.

### Легенда про походження назви села

#### Перша
Існує легенда про походження назви села Бережки. Виникло село дуже давно на лівому березі Случі, що є притокою річки Горинь. Маленька групка людей приїхала ловити рибу, уподо місце на крутому схилі і тут же на березі поселилася жити. Трохи пізніше до них почали приєднуватись все нові і нові люди. Селились на самому березі, щоб річка була близенько і непотрібно було далеко десь іти, щоб випрати одяг, напувати худобу або ж набрати води.
Приваблювали також широкі заливні луги, де дуже зручно випасати худобу. З'явились чепурні хатки, місця всім було вдосталь, і навіть ті рибалки, що тимчасово приїхали сюди, не хотіли полишати місце.
Про цих людей почали говорити, як про бережчан, тому що вони жили на березі. І так виникла назва Бережки, у якій потім із причин нам невідомих, було змінено наголос на Бережки.

#### Легенда про походження назви села (друга)
За нашим селом в сторону села Любиковичі стоїть колгоспна ферма. На місці цієї ферми, за переказами моєї прабабусі, стояв колись панський маєток. Там жив пан на прізвище Березовський. Від прізвища цього пана пішла назва села Березка. А потім з часом, «з» помінялася на "«ж» і стала назва Бережки.

#### Легенда про походження назви села (третя)
Виходимо з села у бік Узлісся (село) і здалеку подивимось на нього. Старе русло річки Случі огинало село так, що здавалося воно стоїть на трьох бережках. Звідси пішла назва Бережки.

## Географія
Площа села — 1,16 км². Поблизу села — річка Случ. Розташоване на лівому березі Случі, що за 4 км від залізничної станції Дубровиця і за 7 км від районного центру.[джерело?] Згідно з дослідженням 2017 року, за яким оцінювалися масштаби антропогенної трансформації території Дубровицького району внаслідок несанкціонованого видобутку бурштину, екологічна ситуація села характеризувалася як «конфліктна».

### Клімат
Клімат у селі вологий континентальний («Dfb» за класифікацією кліматів Кеппена). Опадів 613 мм на рік. Найменша кількість опадів спостерігається в березні й сягає у середньому 29 мм. Найбільша кількість опадів випадає в червні — близько 89 мм. Різниця в опадах між сухими та вологими місяцями становить 60 мм. Пересічна температура січня — -5,5 °C, липня — 18,6 °C. Річна амплітуда температур становить 24,1 °C.
| Клімат Бережків                   | Клімат Бережків | Клімат Бережків | Клімат Бережків | Клімат Бережків | Клімат Бережків | Клімат Бережків | Клімат Бережків | Клімат Бережків | Клімат Бережків | Клімат Бережків | Клімат Бережків | Клімат Бережків | Клімат Бережків |
| Показник                          | Січ.            | Лют.            | Бер.            | Квіт.           | Трав.           | Черв.           | Лип.            | Серп.           | Вер.            | Жовт.           | Лист.           | Груд.           | Рік             |
| Середній максимум, °C             | −2,5            | −1,3            | 3,4             | 12,4            | 19,3            | 22,9            | 23,9            | 23,1            | 18,2            | 11,8            | 4,8             | 0,0             | 11,3            |
| Середня температура, °C           | −5,5            | −4,5            | −0,3            | 7,5             | 13,7            | 17,5            | 18,6            | 17,7            | 13,2            | 7,8             | 2,3             | −2,5            | 7,1             |
| Середній мінімум, °C              | −8,5            | −7,7            | −3,9            | 2,7             | 8,2             | 12,1            | 13,3            | 12,3            | 8,3             | 3,8             | −0,2            | −5              | 2,9             |
| Норма опадів, мм                  | 36              | 30              | 29              | 42              | 57              | 89              | 82              | 64              | 57              | 44              | 41              | 42              | 613             |
| --------------------------------- | --------------- | --------------- | --------------- | --------------- | --------------- | --------------- | --------------- | --------------- | --------------- | --------------- | --------------- | --------------- | --------------- |
| Джерело: Climate-Data.org (англ.) |                 |                 |                 |                 |                 |                 |                 |                 |                 |                 |                 |                 |                 |

## Історія

### Легенда про виникнення села Бережки
На березі чарівної річки розкинулось село. Село, як село, та особливим було воно. Місцевість, на якій проживали люди, славилась вродою і силою жінки. Щасливий був той обранець, якому судилося з'єднати свою долю з місцевою красунею. Скрізь давала лад жінка. Подорожні зупинялися тут перепочити, а дехто зупинявся, щоб подивитися на саму місцевість та на дівчат. Дивувалися вони моторності української дівчини. Був серед проїжджаючих і багач Омелько, якому чогось як забажається, то враз так і повинно бути. Прогулюючись одного разу по березі, зустрів він чарівну дівчину. Глянув — остовпів. Очі — як числі річкові води, волосся — як могутні хвилі очеретів вздовж берега, а усмішка так і прикувала немов міцними ланцюгами. Схопив Омелько дівчину за руку і забажав тут же забрати її з собою. Але не врахував, що сільські дівчата не терплять сваволі і примусу. Вирвалась гордячка — і тільки блискавка майнула в блакитних очах. Подався сердитий зайда до іншого берега, але не захотів відступатись. На другий день наказав своїм слугам привести на берег негайно дівчину. Що відбувалося між нею і Омельком, ми не знаємо. Чужак покинув село над вечір, а дівчина … Бачили люди, як до схід сонця стояла русокоса красуня на крутому березі і тихо щось шепотіла вранішнім зорям. А потім зникла, зникла назавжди. На місці сповіді дівчини зазеленів прутик, який згодом виріс у струнку березу. Селяни ж не могли залишитися байдужими. Вшановуючи пам'ять красуні, вони назвали село Бережки, оскільки дівчина загинула на одному із крутих берегів, а її саму бережчанкою. Цю назву село носить і досі.

### До XX століття
Село вперше згадується 1521 року.
Перша історична згадка про село відноситься до часів розквіту феодалізму на Русі. У письмових переказах, датованих 1580 р., село згадується під назвою Бережків. У І-й половині XVI ст. воно належало князям Острожецьким, було «имением княгини Марии Юрьевны», яка заповідала це село своєму сину Андрію Леонтальту.[джерело?]
У 1594 р. власником села стає Микола Семашко.
Дослідженню істориків представлені віднайдені давні орнаменти поліських вишивок, серед яких сорочки «білим по білому».[джерело?]
Станом на 1859 рік, Бережки були власницьким селом, тут діяла дерев'яна православна церква.

### XX століття
До 1917 року село входило до складу Російської імперії. У 1906 році село входило до складу Любиковицької волості Рівненського повіту Волинської губернії Російської імперії.
7 (20) листопада 1917 року, відповідно до Третього Універсалу Української Центральної Ради, увійшло до складу Української Народної Республіки.
У 1918—1920 роки нетривалий час перебувало в складі Української Народної Республіки. У 1918—1921 роках влада у селі змінювалась кілька разів. У 1921—1939 роки входило до складу Польщі. У 1921 році село входило до складу гміни Любиковичі Сарненського повіту Поліського воєводства Польської Республіки.
З 1939 року — у складі Дубровицького району Рівненської області УРСР. У 1941 році село було зайняте німецькими військами. У роки Другої світової війни деякі мешканці села долучилися до національно-визвольної боротьби у лавах УПА чи ОУН. Загалом встановлено 87 жителів Бережків, які брали участь у визвольних змаганнях, з них 44 загинуло, 21 було репресовано. 312 мешканців села воювали було мобілізовано до радянської армії і відправлено на фронт, з них 98 загинуло. 10 січня 1944 року село повернулось під контроль СРСР. У 1951 році було проведено колективізацію та створено колгосп.[джерело?]
У 1947 році село Бережки разом з хутором Залісся підпорядковувалося Бережківській сільській раді Дубровицького району Ровенської області УРСР. Рішенням Дубровицької райради депутатів трудящих від 17 червня 1950 року 3 господарства колгоспу ім. Тимошенка села Бережки були занесені у список «бандпособницьких» і підлягали вивозу за межі УРСР.
Відповідно до прийнятої в грудні 1989 року постанови Ради Міністрів УРСР село занесене до переліку населених пунктів, які зазнали радіоактивного забруднення внаслідок аварії на Чорнобильській АЕС, жителям виплачувалася грошова допомога. Згідно з постановою Кабінету Міністрів Української РСР, ухваленою в липні 1991 року, село належало до зони гарантованого добровільного відселення. На кінець 1993 року забруднення ґрунтів становило 2,41 Кі/км² (137Cs + 134Cs), молока — 3,94 мКі/л (137Cs + 134Cs), картоплі — 0,88 мКі/кг (137Cs + 134Cs), сумарна доза опромінення — 147 мбер, з якої: зовнішнього — 31 мбер, загальна від радіонуклідів — 116 мбер (з них Cs — 105 мбер).
Відповідно до Розпорядження Кабінету Міністрів України від 12 червня 2020 року № 722-р «Про визначення адміністративних центрів та затвердження територій територіальних громад Рівненської області» увійшло до складу Дубровицької міської громади.

## Населення
Станом на 1859 рік, у Бережках налічувалося 75 дворів та 666 жителів (357 чоловіків і 309 жінок), з них 661 православний і 5 євреїв. За переписом населення Російської імперії 1897 року в селі мешкало 1298 осіб, з них: 635 чоловіків та 663 жінки; 1292 православні. Станом на 1906 рік у селі нараховувалося 151 двір та мешкало 1344 особи.
За переписом населення Польщі 10 вересня 1921 року в селі та однойменному сусідньому фільварку разом налічувалося 259 будинків та 1511 мешканців, з них: 741 чоловік та 770 жінок; 1483 православні, 27 юдеїв та 1 римо-католик; 1482 українці (русини), 22 євреї та 7 білорусів.
Згідно з переписом УРСР 1989 року чисельність наявного населення села становила 1729 осіб, з яких 817 чоловіків та 912 жінок. На кінець 1993 року в селі мешкало 1715 жителів, з них 483 — дітей.
За переписом населення України 2001 року в селі мешкало 1630 осіб. Станом на 1 січня 2011 року населення села становить 1614 осіб. Густота населення — 1425 осіб/км².

### Мова
Розподіл населення за рідною мовою за даними перепису 2001 року:
| Мова       | Відсоток |
| ---------- | -------- |
| українська | 99,64 %  |
| російська  | 0,18 %   |
| білоруська | 0,06 %   |
| болгарська | 0,06 %   |
| молдовська | 0,06 %   |

### Вікова і статева структура
Структура жителів села за віком і статтю (станом на 2011 рік):
| Вік   | Чоловіків | Жінок | Разом |
| ----- | --------- | ----- | ----- |
| 0-17  | 196       | 202   | 398   |
| 18-39 | 290       | 249   | 539   |
| 40-59 | 217       | 185   | 402   |
| 60+   | 105       | 170   | 275   |
| Разом | 808       | 806   | 1614  |

### Соціально-економічні показники
| Працездатне населення | Працездатне населення | Працездатне населення | Працездатне населення | Працездатне населення | Працездатне населення | Непрацездатне населення | Непрацездатне населення | Непрацездатне населення | Непрацездатне населення | Непрацездатне населення | Непрацездатне населення | Все населення |
| Чоловіки              | Чоловіки              | Жінки                 | Жінки                 | Разом                 | Разом                 | Чоловіки                | Чоловіки                | Жінки                   | Жінки                   | Разом                   | Разом                   | 1614          |
| ос.                   | %                     | ос.                   | %                     | ос.                   | %                     | ос.                     | %                       | ос.                     | %                       | ос.                     | %                       | 1614          |
| --------------------- | --------------------- | --------------------- | --------------------- | --------------------- | --------------------- | ----------------------- | ----------------------- | ----------------------- | ----------------------- | ----------------------- | ----------------------- | ------------- |
| 509                   | 31                    | 405                   | 25                    | 914                   | 56                    | 198                     | 12                      | 215                     | 13                      | 413                     | 25                      | 1614          |

| Зайняті  | Зайняті  | Зайняті | Зайняті | Зайняті | Зайняті | Безробітні | Безробітні | Безробітні | Безробітні | Безробітні | Безробітні | Все населення |
| Чоловіки | Чоловіки | Жінки   | Жінки   | Разом   | Разом   | Чоловіки   | Чоловіки   | Жінки      | Жінки      | Разом      | Разом      | 1614          |
| ос.      | %        | ос.     | %       | ос.     | %       | ос.        | %          | ос.        | %          | ос.        | %          | 1614          |
| -------- | -------- | ------- | ------- | ------- | ------- | ---------- | ---------- | ---------- | ---------- | ---------- | ---------- | ------------- |
| 17       | 6        | 17      | 6       | 34      | 11      | 75         | 25         | 56         | 18         | 131        | 44         | 1614          |

| Дорослі | Діти | Пенсіонери | Інваліди Німецько-радянської війни | Учасники бойових дій | Інваліди всіх груп і категорій | Люди, які обслуговуються служб. соц. допом. на дому | Неповні сім'ї | Діти з неповних сімей | Багатодітні сім'ї | Діти з багатодітних сімей | Діти-інваліди | Діти-сироти | Одинокі багатодітні матері |
| ------- | ---- | ---------- | ---------------------------------- | -------------------- | ------------------------------ | --------------------------------------------------- | ------------- | --------------------- | ----------------- | ------------------------- | ------------- | ----------- | -------------------------- |
| 1113    | 503  | 463        | 3                                  | 11                   | 77                             | 24                                                  | 4             | 7                     | 38                | 128                       | 13            | 3           | 2                          |

## Політика

### Органи влади
До 2020 року місцеві органи влади були представлені Бережківською сільською радою.

### Вибори
Село входить до виборчого округу № 155. У селі розташована виборча дільниця № 560253. Станом на 2011 рік кількість виборців становила 1213 осіб.

## Культура
У селі працює сільський будинок культури на 250 місць. Діє публічно-шкільна бібліотека, книжковий фонд якої становлять 15 663 книги та яка має 12 місць для читання, 2 особи персоналу, кількість читачів — 500 осіб.
При Будинку культури створено під керівництвом художнього керівника Будинку культури Красько Ганни Семенівни народний ансамбль «Родинонька». Це ансамбль своїми виступами зігрівав серця не одного відвідувача їхніх концертів. Вони гастролюють і по селах району, були переможцями конкурсів в області, а також шановними гостями в етнографічному музеї м. Києва, де були відзначені дипломами та цінними призами. Артистичним співом та мелодійними мотивами звеселяють гостей на весіллях народні музики з естрадного ансамблю.[джерело?]
В центрі села на пагорбі прекрасна архітектурна споруда — церква Різдва Пресвятої Богородиці, яка була побудована в 1817 році. Не зважають на те, що вона пережила дві світові війни, але зберегла свій зовнішній та внутрішній вигляд, хоча вона дерев'яна. Завдяки жителям села, які підтримують пожертвами, у ній досить затишно і завжди людно. Багато людей поспішають на службу, яку проводить отець Василь.[джерело?]
Село славиться не тільки працьовитими та добрими людьми, але й майстрами. Довгими зимовими вечорами ще наші бабусі вишивали рушники, наволочки та багато інших речей побуту, так і зараз, їхні нащадки не байдужі до вишивання, що можна було спостерігати на виставці робіт умілих рук, яка щорічно проводиться на День села.[джерело?]
Не лише в жінок, але й в чоловіків є улюблене заняття — робити з дерева неможливе. Село славиться своїми різьбярами, токарями, столярами. Не одну сільську садибу прикрасили роботи Костючка О. О., Коваля М. І., Білоконя І. І., Разневича Р. Т. Багато в Бережках людей, які пишуть вірші, складають оповідання, гуморески. Про що свідчать легенди та пісня.[джерело?]

### Усна народна творчість

#### Легенда про русалок
Колись, давним-давно, луг був переповнений різними болотами і озерами, що зачаровували своєю красою. Тому не дивно, що на вихідні і свята часто сюди приходила молодь. Якось хлопці і дівчата зібрались і пішли до озера на прогулянку. По дорозі хтось завів розмову про таємничих водяних істот. Пригадали багато історій про те, як русалки залоскотали багатьох молодих хлопців та дівчат. Може це і вигадки, але дійсно в цих місцях люди зникають безслідно. Та один юнак не вірив в ці історії, і щоб довести свою правоту і відвагу, він зі сміхом пірнув у озеро. Та виринути йому вжене судилось. Перелякана юрба ще довго ходила понад берегом, гукала, але хлопця не було. Звичайно, його смерть можна пояснити і тим, що він у воді за щось зачепився. Але старі люди пояснюють це тим, що русалки не пробачають, коли над ними хтось насміхається. І в їхні тенета потрапляють саме ті, хто не хоче вірити в їх існування.

#### Легенда про виникнення назви урочища «Білі гори»
Це село з давніх-давен виділялось надзвичайною красою та мальовничістю. Найбільш надають йому краси дерева, розкішні сосни, білокорі берізки, що дозволяли свої довгі віти над вулицями, а також білі гори в самому кінці села. Вони утворились там уже давно. Ось що старі люди розказують про їх виникнення.
Колись дуже давно на цьому самому місці було велике поле, на якому бережчани насаджували різні культури. Один селянин орав своє поле у неділю, бо був бідним і хотів якось своєю працею виростити дітей та вилікувати хвору дружину. Під час роботи чоловік помітив, що до нього наближаються три незнайомці у довгих сорочках з білими бородами. То були три пастирі. Вони підійшли до чоловіка і спитали чому він працює у неділю. Хазяїн розповів про свою бідність, а у відповідь три незнайомці сказали йти додому, а вони все зроблять за нього. Повернувшись додому, чоловік побачив, що добра у нього стало більше і після того він почав жити як і усі люди, його дружина вилікувалась. Але йому все ж було мало грошей, щоб дітей вивести в люди і щоб вони самі могли б заробити собі на життя. Він у ту ж саму неділю наступного року знову пішов у поле. Все сталось так, як і тоді. Згодом чоловік став ще багатшим. Та як кажуть — «Чим більше маєш, тим більше хочеться». Третього року він знову працював у свято у полі. Пастирі знову ж навідались до нього, але уже були дуже сердиті. За те, що чоловік такий грішник, за його жадібність, пастирі своєю чародійною силою вкопали його, а також коня з возом у землю. Після того утворились на тому місці Білі гори.
Люди знали про що неділю, і ніхто не наважувався піти у свято працювати в поле.

## Релігія
У другій половині XIX століття в селі Бережки, що тоді належало до Любиковицької волості, діяла православна церква святителя і чудотворця Миколая, до приходу якої належали також села Залужжя та Колки.
Список конфесійних громад станом на 2011 рік:
| Релігійна громада ЄХБ | ЄХБ | 3 грудня 1991 | 70 | Молитовний будинок | [ 34 ] |
| — протестантські.     |     |               |    |                    |        |

### Історія церкви
В 1817 році коштами парафіяльного священика та парафіян, з допомогою дідича Ігнатія Кашовського в селі Бережки, тоді ще Сарненського повіту Волинської єпархії, була збудована Свято-Різдво-Богородична церква. Церквою опікувалося троє людей: священик, псаломщик та проскурниця. У своєму підпорядкуванні церква мала 60 десятин 1613 квадратних сажнів поля, 28 десятин сіножаті, ще 3 десятини 690 квадратних сажнів відводилося на саму будівлю та церковний цвинтар (всього 91 десятина 2303 кв.саж.). Проте в часи революції частина церковної землі була захоплена селянами для розселення, а частина сіножаті була розмита річкою. На церковній землі, відповідно у 1915 та 1918 роках, громада звела два будинки для церковнослужителів. Священик жив у будинку зі зручностями (зручностями вважали наявність клуні та хлівів). Дім псаломщика хоч і був новим, та не мав усіх зручностей. З 4 вересня 1917 року церквою став опікуватися парафіяльний священик Георгій Трофимович Вечорко, який закінчив курси Волинської духовної семінарії, і 5 вересня 1909 року був призначений вчителем церковно-парафіяльної школи в селі Велюнь Дубровицького повіту. Отець Георгій (Вечорко) разом зі своїми прислужниками відправляв службу в церкві аж до 1963 року, у селі його і поховали. Парафія Різдво-Богородичної церкви була представлена парафіянами трьох сіл: Бережок, Колок та Залужжя. Найбільше дворів — 240 — налічувалося в Колках, трохи менше — 219 — налічувалося в Бережках. У Залужжі їх було лише 146… За священика Андрія (Воронка) у 1993 році силами колгоспної будівельної бригади на чолі з Андрієм Омеляновичем Костючком було побудовано нову дзвіницю. У 1996 році після Водохреща було завезено будматеріали для оновлення іконостасу. Милістю Божою та силами священика Андрія (Воронка), а також жителів села Миколи Івановича Коваля, Анатолія Онисимовича Яковця, Анатолія Калістратовича Яковця зробили оклади на ікони, виточені колони біля них та нанесли позолоту. За два місяці робота була завершена. Наступником протоієрея Андрія (Воронка) у церкві Різдва Пресвятої Богородиці став протоієрей Василь (Синяк). У 1997—1998 роках силами парафіян сіл Бережки та Узлісся, самого священика та художника Михайла Яковця із с. Любиковичі Сарненського району було проведено капітальний ремонт у церкві, а також здійснено іконописання на стінах храму Дубровицького благочиння. У 2006 році на кошти, які пожертвував уродженець села Петро Омелянович Костючок, який нині обіймає посаду голови правління ВАТ «Степ» у Кіровоградській області, біля церкви поставили добротну огорожу та церковні вхідні ворота. Силами парафіян був оновлений і зовнішній вигляд церкви. Вона і нині є окрасою села, й куполи виблискують позолотою на найвищому пагорбі в центрі Бережок. Більш детальна інформація Бережківська публічно-шкільна бібліотека [Архівовано 27 лютого 2018 у Wayback Machine.]

## Освіта
У селі діє Бережківська загальноосвітня школа I—III ступенів. У 2011 році в ній навчалося 230 учнів (із 160 розрахованих) та викладало 30 учителів.
Дошкільна освіта представлена дитячим садком «Бережківський дошкільний навчальний заклад „Малятко“», у якому станом на 2011 рік навчалося 42 дитини і працювало 5 учителів та вихователів.

### Історія школи
Особливе місце в житті села займає школа. Вона теж має своє глибоке коріння.
У кінці XIX ст. у селі була побудована двоповерхова цегляна школа. За переказами старожилів, при панській Польщі в цій школі було шестирічне навчання. Для цього виділялось три класні кімнати, 6 клас навчався в сільській хаті.
П'ять вчителів на чолі з директором Станіславом Островським навчали дітей польською мовою. Сім'я директора проживала в приміщенні школи.
У 1939 р., після зміни влади, всі вчителі, крім директора, виїхали. У 1940 р. Станіслав Островський разом із сім'єю був репресований. Але не всі діти могли навчатися, тому що потрібно було допомагати по господарству.
У цьому ж році, у село приїхали 2 молоді вчительки — Макаренко Надія Захарівна із Сумщини та Примаченко Галина Федорівна з Полтавщини. Навчання було 4-річне, велося російською мовою. Всіх вчителів у школі було п'ятеро. Коли почалася війна, залишились тільки ці 2 вчительки. Взимку 1941 р. школу було спалено і навчання в період війни не проводилось. Макаренко Надія пішла в партизани, де і загинула. Приймаченко Галина вже після війни виїхала з села.
З 1946 р. діти здобували початкову освіту, навчаючись у сільських хатах. Сім класів закінчували в сусідніх Любиковичах Сарненського району. З 1951 р. школа розмістилася в дерев'яному приміщенні церковної хати, яка була збудована у 1918 році.
З 1950 по 1959 р. навчання семирічне, до 1987 р.- восьмирічне. У 1967 р. збудовано нове приміщення школи (на фото). У 1987 р. Бережківську восьмирічну школу реорганізовано у середню.
В 1974 р. школа розміщувалась в трьох будиночках (центральна садиба, будинок, де зараз бібліотека, і третій -дерев'яний, довгий будинок, тепер знесений). Криниці, хлівів на паливо, їдальні не було. В дерев'яному будинку (знесеному) містились дві майстерні (по дереву і металу), піонерська та архівна кімнати. В інших приміщеннях розміщались класні кімнати. Школярі харчувались в сільській їдальні. Директором школи був Терзман Іван Дмитрович. У 1980 р. він вийшов на пенсію і передав школу Соловей Ірині Сергіївні. Слід сказати, що останні роки перед пенсією, Іван Дмитрович запустив керівництво школою. Кругом все валилося, руйнувалось. Тоді ж виникла гостра необхідність і вимога у своїй їдальні.
Тому за 7 років керівництва школою Ірини Сергіївни, в основному кожний рік займалися будівництвом. Спочатку добудували хлів на паливо, потім спальню і класну кімнату для «нульовиків» шестиліток, і нарешті їдальню та криницю.
І це все будівництво відбувалось на чистому ентузіазмі, грошей виділяли копійки. А скільки сил, нервів і здоров'я пішло на це будівництво, а потім і на придбання обладнання для класів, для спальні, для їдальні. Прийшлось через стан здоров'я перейти на спокійну роботу, керівництво школою передала новому директорові. Він рік попрацював і не витримав, покинув, передавши школу Разкевичу Михайлу Мефодійовичу. Разкевич М. М. два роки покерував і виїхав на Радивилівщину. Після Разкевича М. М. керував школою Углік Р. В.
На 2005—2006 н. р. навчання в школі 11-річне. В якій навчаються 272 учні. Навчання в школі проводять 26 вчителів, серед них 22 з вищою освітою, 4 з середньою спеціальною. На жаль, навчання проводиться в 2 зміни, оскільки не вистачає класних кімнат.

## Промисловість
Станом на 2006 рік колгосп «Прогрес» став СВК «Прогрес», у якому землі колгоспу перейшли в приватне користування жителів села. 8 «пайовиків» забрали свої угіддя і обробляють самостійно.
935 жителів віддали в СВК та отримують відсотки від вирощеного урожаю зерном, сіном чи соломою, що є вагомою підмогою у господарстві Бережан. У наш час[коли?] у СВК знаходиться дві вантажні машини, два напіврозібрані комбайни, пара коней та 56 корів.

## Інфраструктура
У селі наявний сквер площею 400 м². Наявне відділення поштового зв'язку. Нещодавно село стало курсувати маршрутне таксі Дубровиця — Рівне, за допомогою якого жителі села можуть швидко дістатися обласного центру та сусідніх районів. Через кожну годину до районного центру курсує автобус. В селі є 2 державні та 5 приватних магазинів, провести своє дозвілля Бережани можуть в кафе-барі «Бережанка».[джерело?]

## Особистості

### Народилися
- Бабчук Світлана Олександрівна — українська співачка.
- Копоть Пилип Федорович («Стіжок»), комендант боївки служби безпеки Дубровицького районного проводу (1945—1946).[39]

### Костючок Надія

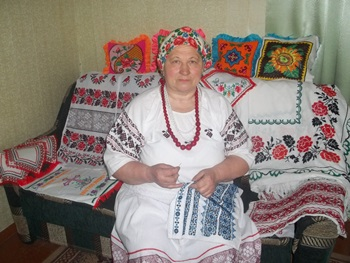
Вишивальниця с. Бережки Дубровицького району

Народилася Костючок Надія Андріївна 20 лютого 1951 року в селі Бережки Дубровицького району. З дитинства любила співати українські пісні, з дитинства милувалася українськими вишиванками. У 1957 році пішла до першого класу Бережківської школи . Захоплено поринула у звабливий світ книг і навчання, школа. Закінчивши школу, вона вступає до Рівненського педінституту. 18 років Надія Андріївна пов'язала свою долю зі стінами Бережківського дитячого садка «Малятко», а з 1986 року — зі стінами рідної  Бережківської школи. Та де б вона не працювала, завжди намагалася передати свій талант до співу, поезії, вишивання своїм учням. І їй це вдавалося. Багато учнів Надії Андріївни нині з вдячністю згадують чудові уроки цієї мудрої і по праву талановитої людини. Сьогодні Надія Андріївна на заслуженому відпочинку. Вона пише чудові вірші, гуморески, есе (про своє життя і не тільки). Вона часто-густо поспішає на репетиції до місцевого народного аматорського колективу «Родінонька». Вона прекрасно грає ролі драматичних постановок. Вона неперевершено співає у церковному хорі… А найголовніше — вона з головою поринула у вишивання. Тут вона декламує, тут вона грає ролі, тут вона співає, тут вона живе. У Надії Андріївни, що не кімната, то наче музей. Радують око барвисті серветки, рушники, скатертини, дитячі подушечки, образки. Тут у всьому любов і з любов'ю — до життя, до людей…За більш детельною інформацією можна звернутись Бережківська публічно-шкільна бібліотека

#### Книги
- Коротун І. М., Коротун Л. К. Географія Рівненської області в 3-х частинах. — Рівне, 1996. — 274 с.
- Населённые места Российской империи в 500 и более жителей : с указанием всего наличного в них населения и числа жителей преобладающих вероисповеданий по данным первой всеобщей переписи населения 1897 г / Тройницкий Н. А. — СПб, 1905. — 389 с. (рос. дореф.)

#### Офіційні дані та нормативно-правові акти
- Паспорт Дубровицького району (станом на 1 січня 2011 року) (doc). Дубровицька районна рада. Архів оригіналу за 10 лютого 2015. Процитовано 16 жовтня 2019.

#### Мапи
- Історичний Атлас України / Гол. ред. Л. Винар; Упорядн.: І. Тесля, Е. Тютько. Українське історичне товариство. — Монреаль; Нью-Йорк; Мюнхен, 1980. — 182 с.